# جيمي سنوكا
جيمي سنوكا (بالإنجليزية: Jimmy Snuka)‏ (18 مايو 1943 - 15 يناير 2017) مصارع فيجي أمريكي محترف. يعرف أيضا باسم سوبر فلاي جيمي سنوكا. وهو مسجل لدى دبليو دبليو إي. يتميز سنوكا ببنيته الجسدية الضخمة، وكان يشتهر أثناء النزالات باستخدام الحبال ويقفز عنها. اتهم بقتل صديقته نانسي ارجنتينو سنة 1983.

## الوفاة
توفي جيمي سنوكا في يوم 15 يناير 2017 بعد معاناة طويلة مع مرض السرطان.

## روابط خارجية
- جيمي سنوكا على موقع IMDb (الإنجليزية)
- جيمي سنوكا على موقع دبليو دبليو إي (الإنجليزية)
- جيمي سنوكا على موقع CageMatch worker (الإنجليزية)
- جيمي سنوكا على موقع قاعدة بيانات المصارعة على الإنترنت (الإنجليزية)
- جيمي سنوكا على موقع عالم المصارعة على الإنترنت (الإنجليزية)
- جيمي سنوكا على موقع عالم المصارعة على الإنترنت (الإنجليزية)

- الملف الشخصي على موقع دبليو دبليو إي في أرشيف الإنترنت(أرشفت في  يوليو 17, 2015)
- جيمي سنوكا على موقع عالم المصارعة اون لاين
- مقابلة تلفزيونية مع جيمي سنوكا نسخة محفوظة 22 ديسمبر 2014 على موقع واي باك مشين.